# Élections municipales de 1995 à Lyon
Les élections municipales de 1995 à Lyon servent à élire le maire de Lyon, les maires d'arrondissements, ainsi que les conseillers municipaux. Ces élections se sont tenues les dimanches 11 juin (1er tour) et 18 juin 1995 (2d tour).
La droite garde Lyon avec l'élection de Raymond Barre (divers droite, soutien de l'UDF et du RPR), qui l'emporte avec 47,5 % au second tour, qui succède à Michel Noir (RPR), qui ayant plusieurs problèmes avec la justice, ne se portait pas candidat à sa propre succession, face au socialiste Gérard Collomb. La droite perd 3 mairies d'arrondissements qui reviennent aux socialistes (le 8e et le 9e), et aux verts (le 1er), mais conserve les 6 autres. Le Front national obtient 2 élus. Les listes de Raymond Barre ont dû faire face, au premier tour, à des listes noiristes, dissidentes, menées par Henry Chabert, et où figuraient 6 maires sortants. Une alliance s'est formée au second tour entre les listes menées par Raymond Barre (UDF–RPR) et Henry Chabert (Divers droite).
Raymond Barre est élu par le nouveau conseil municipal le 25 juin suivant.

## Candidats
| Candidat | Candidat        | Liste | Parti        |
| -------- | --------------- | ----- | ------------ |
|          | Gérard Collomb  | -     | PS-PCF-Verts |
|          | Raymond Barre   | -     | UDF-RPR      |
|          | Henry Chabert   | -     | RPR diss     |
|          | Bruno Gollnisch | -     | FN           |

## Sondages
| Institut | Date              | Panel | PS-PCF-Verts | UDF-RPR | RPR diss | FN        | Ne se prononcent pas |
| Institut | Date              | Panel | Collomb      | Barre   | Chabert  | Gollnisch | Ne se prononcent pas |
| -------- | ----------------- | ----- | ------------ | ------- | -------- | --------- | -------------------- |
| Institut | Date              | Panel |              |         |          |           |                      |
| Ifop     | 22 et 23 mai 1995 | 1005  | 28           | 39      | 22       | 11        | 8                    |

## Résultats

### Maires sortants et maires élus
| Arrondissement | Maire sortant | Maire sortant             | Maire sortant | Maire élu ou réélu | Maire élu ou réélu        | Maire élu ou réélu |
| -------------- | ------------- | ------------------------- | ------------- | ------------------ | ------------------------- | ------------------ |
| Ville de Lyon  |               | Michel Noir               | RPR           |                    | Raymond Barre             | DVD                |
| 1er            |               | Roland Chandelon          | RPR           |                    | Gilles Buna               | Verts              |
| 2e             |               | Albéric de Lavernée       | RPR           |                    | Albéric de Lavernée       | RPR                |
| 3e             |               | André Bourgogne           | RPR           |                    | Jean Flacher              | UDF-PR             |
| 4e             |               | Gabriel Caillet           | RPR           |                    | Gabriel Caillet           | RPR                |
| 5e             |               | Marie-Thérèse Geoffroy    | RPR           |                    | Marie-Thérèse Geoffroy    | RPR                |
| 6e             |               | Jean-Marc Chavent         | RPR           |                    | Dominique Nachury         | UDF-CDS            |
| 7e             |               | Marie-Chantal Desbazeille | RPR           |                    | Marie-Chantal Desbazeille | RPR                |
| 8e             |               | Henri Vianay              | RPR           |                    | Jean-Louis Touraine       | PS                 |
| 9e             |               | Michèle Mollard           | RPR           |                    | Gérard Collomb            | PS                 |

### Conseil municipal sortant
| Maire                            |                                                          |        |
| Michel Noir (RPR)                |                                                          |        |
| Parti                            | Parti                                                    | Sièges |
| Majorité (63 sièges)             |                                                          |        |
|                                  | Divers droite                                            | 34     |
|                                  | Rassemblement pour la République                         | 16     |
|                                  | UDF (Centre des démocrates sociaux)                      | 5      |
|                                  | UDF (Parti républicain)                                  | 5      |
|                                  | Union pour la démocratie française (incluant apparentés) | 2      |
|                                  | UDF (Parti radical)                                      | 1      |
| Opposition de gauche (10 sièges) |                                                          |        |
|                                  | Parti socialiste                                         | 9      |
|                                  | Parti communiste français                                | 1      |

### Conseil municipal élu
| Maire                                 |                                     |        |
| Raymond Barre (Divers droite)         |                                     |        |
| Parti                                 | Parti                               | Sièges |
| Majorité (44 sièges)                  |                                     |        |
|                                       | Divers droite                       | 21     |
|                                       | Rassemblement pour la République    | 11     |
|                                       | UDF (Centre des démocrates sociaux) | 6      |
|                                       | UDF (Parti républicain)             | 4      |
|                                       | Union pour la démocratie française  | 2      |
| Opposition de gauche (27 sièges)      |                                     |        |
|                                       | Parti socialiste                    | 17     |
|                                       | Divers gauche                       | 5      |
|                                       | Parti communiste français           | 3      |
|                                       | Les Verts                           | 1      |
|                                       | Mouvement des radicaux de gauche    | 1      |
| Autres partis d'opposition (2 sièges) |                                     |        |
|                                       | Front national                      | 2      |

### 1erarrondissement
| Nom                                      | Nom                      | Parti               | Premier tour | Premier tour | Second tour | Second tour | Sièges |
| Nom                                      | Nom                      | Parti               | Voix         | %            | Voix        | %           | Sièges |
| ---------------------------------------- | ------------------------ | ------------------- | ------------ | ------------ | ----------- | ----------- | ------ |
|                                          | Gilles Buna élu          | Les Verts (PS, PCF) | 2 826        | 36,56        | 3 626       | 46,78       | 3      |
|                                          | Roland Chandelon sortant | diss. RPR           | 2 126        | 27,49        | 3 238       | 41,77       | 1      |
|                                          | Daval                    | UDF (RPR)           | 1 797        | 23,24        | 3 238       | 41,77       | 1      |
|                                          | Delepoulle               | FN                  | 847          | 10,95        | 887         | 11,44       | 0      |
|                                          | Sauzé                    | Extrême droite      | 86           | 1,11         |             |             | 0      |
|                                          | Perras                   | Divers (Royaliste)  | 49           | 0,63         | 0           |             |        |
|                                          |                          |                     |              |              |             |             |        |
| Inscrits                                 | Inscrits                 | Inscrits            | 14 059       | 100,00       | 14 959      | 100,00      | 4      |
| Abstentions                              | Abstentions              | Abstentions         | 6 211        | 44,18        | 7 045       | 47,1        |        |
| Votants                                  | Votants                  | Votants             | 7 848        | 55,82        | 7 914       | 52,9        |        |
| Blancs et nuls                           | Blancs et nuls           | Blancs et nuls      | 114          | 1,45         | 163         | 2,06        |        |
| Exprimés                                 | Exprimés                 | Exprimés            | 7 734        | 98,55        | 7 751       | 97,94       |        |
| Source : Le Monde du 20 juin 1995, p. 44 |                          |                     |              |              |             |             |        |

### 2earrondissement
Sortant : Albéric de Lavernée (RPR)
|                          | Lavernée*   | RPR-UDF      | 3 944 | 41,71% |  |  |
|                          | Chavannes   | RPR diss     | 2 444 | 25,85% |  |  |
|                          | Schoendorff | PS-PCF-Verts | 1 731 | 18,31% |  |  |
|                          | Berjon      | FN           | 1 277 | 13,50% |  |  |
|                          | Charvariat  | DVD          | 60    | 0,63%  |  |  |
| * Liste du maire sortant |             |              |       |        |  |  |

Élu : Albéric de Lavernée (RPR)

### 3earrondissement
- Sortant : André Bourgogne (RPR)
- Élu : Jean Flacher (UDF). Jean Flacher devient maire de l'arrondissement, car le tête de liste Raymond Barre est élu maire. Jean Flacher avait déjà été maire de l'arrondissement de 1983 à 1989

| Nom                                      | Nom                     | Parti                    | Premier tour | Premier tour | Second tour | Second tour | Sièges |
| Nom                                      | Nom                     | Parti                    | Voix         | %            | Voix        | %           | Sièges |
| ---------------------------------------- | ----------------------- | ------------------------ | ------------ | ------------ | ----------- | ----------- | ------ |
|                                          | Raymond Barre élu       | Divers droite (RPR, UDF) | 6 896        | 29,78        | 10 755      | 47,66       | 9      |
|                                          | André Bourgogne sortant | diss. RPR                | 6 191        | 26,74        | 10 755      | 47,66       | 9      |
|                                          | Roure                   | PS (Les Verts, PCF)      | 5 971        | 25,79        | 7 785       | 34,50       | 2      |
|                                          | Bruno Gollnisch         | FN                       | 3 815        | 16,48        | 4 023       | 17,83       | 1      |
|                                          | Bertin                  | Divers                   | 281          | 1,21         |             |             | 0      |
|                                          |                         |                          |              |              |             |             |        |
| Inscrits                                 | Inscrits                | Inscrits                 | 42 236       | 100,00       | 42 236      | 100,00      | 12     |
| Abstentions                              | Abstentions             | Abstentions              | 18 677       | 44,22        | 19 211      | 45,48       |        |
| Votants                                  | Votants                 | Votants                  | 23 559       | 55,78        | 23 025      | 54,52       |        |
| Blancs et nuls                           | Blancs et nuls          | Blancs et nuls           | 405          | 1,72         | 462         | 2,01        |        |
| Exprimés                                 | Exprimés                | Exprimés                 | 23 154       | 98,28        | 22 563      | 97,99       |        |
| Source : Le Monde du 20 juin 1995, p. 44 |                         |                          |              |              |             |             |        |

### 4earrondissement
Sortante : Gabriel Caillet (RPR)
|                          | Caillet* | RPR diss     | 3 969 | 33,96% |  |  |
|                          | Plasse   | RPR-UDF      | 2 935 | 25,12% |  |  |
|                          | Laréal   | PS-PCF-Verts | 3 420 | 29,27% |  |  |
|                          | Richard  | FN           | 1 362 | 11,65% |  |  |
| * Liste du maire sortant |          |              |       |        |  |  |

Élu : Gabriel Caillet (RPR)

### 5earrondissement
Sortante : Marie-Thérèse Geoffroy (RPR)
|                              | Geoffroy*         | RPR-UDF      | 5 522 | 35,41% |  |  |
|                              | Chabert           | RPR diss     | 3 720 | 23,85% |  |  |
|                              | Thierry Braillard | PS-PCF-Verts | 4 348 | 27,88% |  |  |
|                              | Ghez              | FN           | 2 005 | 12,86% |  |  |
| * Liste de la maire sortante |                   |              |       |        |  |  |

Élue : Marie-Thérèse Geoffroy (RPR)

### 6earrondissement
Sortant : Jean-Marc Chavent (RPR)
|                          | Dubernard | RPR-UDF      | 6 922 | 40,70% |  |  |
|                          | Chavent*  | RPR diss     | 4 975 | 29,25% |  |  |
|                          | Jacot     | PS-PCF-Verts | 2 802 | 16,47% |  |  |
|                          | Morel     | FN           | 2 310 | 13,58% |  |  |
| * Liste du maire sortant |           |              |       |        |  |  |

Élue : Dominique Nachury (UDF) 

Note : Dominique Nachury deviendra maire d'arrondissement, car la tête de liste, Jean-Michel Dubernard, sera nommée premier adjoint au maire, Raymond Barre.

### 7earrondissement
Sortante : Marie-Chantal Desbazeille (RPR)
|                              | Desbazeille* | RPR diss     | 4 495 | 27,38% |  |  |
|                              | Philip       | UDF-RPR      | 4 311 | 26,25% |  |  |
|                              | Flaconnèche  | PS-PCF-Verts | 4 291 | 26,13% |  |  |
|                              | Voyant       | FN           | 2 758 | 16,80% |  |  |
|                              | Crozet       | EXG          | 565   | 4,44%  |  |  |
| * Liste de la maire sortante |              |              |       |        |  |  |

Élu : Marie-Chantal Desbazeille (RPR)

### 8earrondissement
Sortant : Henri Vianay (RPR)
|                          | Jean-Louis Touraine  | PS-PCF-Verts | 5 449 | 30,43% |  |  |
|                          | Anne-Marie Comparini | UDF-RPR      | 4 859 | 24,86% |  |  |
|                          | Vianay*              | RPR diss     | 3 954 | 20,23% |  |  |
|                          | Dumez                | FN           | 3 777 | 19,32% |  |  |
|                          | Mestre               | LO           | 651   | 3,33%  |  |  |
|                          | Picquier             | EXG          | 359   | 1,84%  |  |  |
| * Liste du maire sortant |                      |              |       |        |  |  |

Élu : Jean-Louis Touraine (PS)

### 9earrondissement
- Sortante : Michèle Mollard (RPR)
- Élu : Gérard Collomb (PS)

| Nom                                      | Nom                     | Parti               | Premier tour | Premier tour | Second tour | Second tour | Sièges |
| Nom                                      | Nom                     | Parti               | Voix         | %            | Voix        | %           | Sièges |
| ---------------------------------------- | ----------------------- | ------------------- | ------------ | ------------ | ----------- | ----------- | ------ |
|                                          | Gérard Collomb élu      | PS (Les Verts, PCF) | 4 585        | 34,92        | 6 494       | 47,17       | 7      |
|                                          | Michèle Mollard sortant | Divers droite       | 3 079        | 23,45        | 5 184       | 37,65       | 2      |
|                                          | Forien                  | RPR (UDF)           | 2 855        | 21,74        | 5 184       | 37,65       | 2      |
|                                          | Gaude                   | FN                  | 2 171        | 16,53        | 2 089       | 15,17       | 0      |
|                                          | Pernin                  | LO                  | 440          | 3,35         |             |             | 0      |
|                                          |                         |                     |              |              |             |             |        |
| Inscrits                                 | Inscrits                | Inscrits            | 25 710       | 100,00       | 25 710      | 100,00      | 9      |
| Abstentions                              | Abstentions             | Abstentions         | 12 382       | 48,16        | 11 708      | 45,54       |        |
| Votants                                  | Votants                 | Votants             | 13 328       | 51,84        | 14 002      | 54,46       |        |
| Blancs et nuls                           | Blancs et nuls          | Blancs et nuls      | 198          | 1,49         | 235         | 1,68        |        |
| Exprimés                                 | Exprimés                | Exprimés            | 13 130       | 98,51        | 13 767      | 98,32       |        |
| Source : Le Monde du 20 juin 1995, p. 44 |                         |                     |              |              |             |             |        |